# (8864) 1991 VU
(8864) 1991 VU est un astéroïde de la ceinture principale découvert en 1991.

## Description
(8864) 1991 VU a été découvert le 4 novembre 1991 à l'observatoire de Kani (Japon) par Yoshikane Mizuno et Toshimasa Furuta.

### Caractéristiques orbitales
L'orbite de cet astéroïde est caractérisée par un demi-grand axe de 2,61 UA, un périhélie de 2,21 UA, une excentricité de 0,15 et une inclinaison de 6,98° par rapport à l'écliptique. Du fait de ces caractéristiques, à savoir un demi-grand axe compris entre 2 et 3,2 UA et un périhélie supérieur à 1,666 UA, il est classé, selon la JPL Small-Body Database, comme objet de la ceinture principale.

### Caractéristiques physiques
(8864) 1991 VU a une magnitude absolue (H) de 13,4 et un albédo estimé à 0,305.